# Maoridrilus minor
Maoridrilus minor är en ringmaskart som beskrevs av Lee 1959. Maoridrilus minor ingår i släktet Maoridrilus och familjen Acanthodrilidae. Inga underarter finns listade i Catalogue of Life.